# Comcast Center
Comcast Center là tòa nhà chọc trời tại Center City, Philadelphia. Công trình này chính thức mở cửa kinh doanh vào ngày 8 tháng 6 năm 2008, và công ty thuê nhà chính, Comcast, sẽ hoàn thành việc điều chuyển nhân viên tới tòa nhà mới trước tháng 7 năm 2008.
Vào ngày 18 tháng 6 năm 2007, nó trở thành tòa nhà cao nhất tại Philadelphia và Thịnh vượng chung Pennsylvania trong một buổi lễ thi công đến đỉnh chính thức do thị trưởng Philadelphia lúc đó John F. Street chủ trì.
Khi mức xà cuối cùng trong công trình được nâng lên ngày 18 tháng 6, những người thợ hàn của Local Union 401 đã gắn một bức tượng William Penn nhỏ vào khối xà để tưởng nhớ bức tượng trên đỉnh Nhà thị chính Philadelphia, để cố gắng phá vỡ lời nguyền Billy Penn.